# فيكتور تشايلد
فيكتور تشايلد هو رسام كندي، ولد في 1897، وتوفي في 1960.